# Rahim Rahmanzadeh

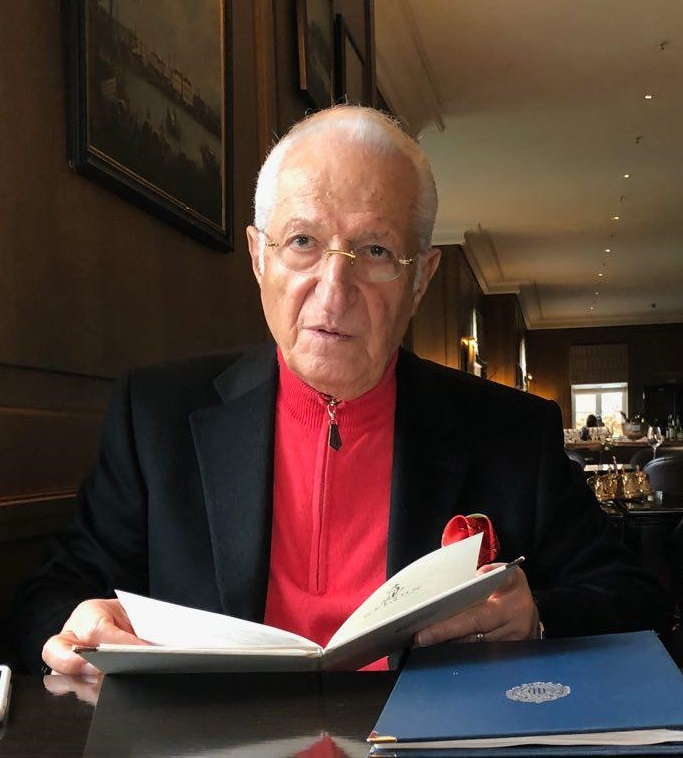
Rahim Rahmanzadeh, 2018

Rahim Rahmanzadeh (* 13. Juni 1934 in Shabestar) ist ein iranisch-deutscher Facharzt für Unfallchirurgie, Chirurgie und Orthopädie. Mit einem Chirurgenteam der Universitätsklinik Mainz führte Rahim Rahmanzadeh 1966 die erste Implantation eines totalen künstlichen Hüftgelenkes in Deutschland durch. 1977 operierte er weltweit erstmals einen kompletten Beckenersatz mit Kunstknochen.
Rahmanzadeh ist Mitglied bzw. Ehrenmitglied verschiedener chirurgischer Gesellschaften und Verfasser von über 350 Vorträgen und über 350 Veröffentlichungen. Rahim Rahmanzadeh konzipierte und entwickelte Implantate und Endoprothesen, wie zum Beispiel Platten für die oberen Extremitäten und für den Unterschenkel sowie Endoprothesen für Schulter, Ellenbogen und Hüftgelenk.
Für seine Verdienste bei der Entwicklung der modernen Osteosynthese und Endoprothetik wurde ihm 1988 vom Bundespräsidenten Richard von Weizsäcker das Bundesverdienstkreuz 1. Klasse verliehen.

## Leben
Rahim Rahmanzadeh besuchte das Elborz-College in Teheran, Iran. Anschließend studierte er Medizin an der Universität Istanbul in der Türkei. Seine Zeit als Assistenzarzt absolvierte er an der Chirurgischen Klinik der St. Hedwig-Klinik, Mannheim. Ab 1964 arbeitete er an der Chirurgischen Universitätsklinik Mainz unter Fritz Kümmerle. 1970 wurde er zum 1. Oberarzt und stellvertretenden Direktor der Klinik für Unfallchirurgie der Universitätsklinik Mainz berufen. 1972 folgte die Habilitation. Im Jahr 1973 wurde Rahim Rahmanzadeh zum APL-Professor und Beamten auf Lebenszeit ernannt und zum Lehrstuhl für Unfall- und Wiederherstellungschirurgie an die Freie Universität Berlin berufen. 1975 wurde er Direktor der Klinik für Unfall- und Wiederherstellungschirurgie des Universitätsklinikums Benjamin Franklin. Von 1992 bis zu seiner Emeritierung im Jahr 2001 war er geschäftsführender Direktor der chirurgischen Universitätsklinik der Freien Universität Berlin.